# Sirius (stripauteur)
Sirius, ofwel Max Mayeu (Zinnik, 26 september 1911 - Javéa, 1 mei 1997) was een Belgische stripauteur. Hij tekende verschillende stripreeksen voor stripblad Spirou / Robbedoes.

## Vroege jaren
Max Mayeu studeerde af aan de rechtsfaculteit en hij tekende er voor verschillende studentenpublicaties. Daarna werkte hij als journalist voor Le Patriote Illustré en hij tekende ook spotprenten. Daar nam hij zijn pseudoniem Sirius aan. Zijn eerste strip Bouldaldar verscheen in Le Patriote Illustré in 1938. Hij was autodidact en de invloed van de Amerikaanse strips is duidelijk te zien in zijn eerste strips. Hij was een van de meest productieve tekenaars van de beginjaren van het stripblad Spirou / Robbedoes. Hij tekende er niet alleen strips in een realistische stijl (de langlopende reeks De blauwe Sperwer en in 1946 een biografie van Godfried van Bouillon), maar ook in een humoristische stijl (Caramel et Romulus).

## De blauwe Sperwer
Vanaf 1942 tekende Sirius de avonturen van De blauwe Sperwer in stripblad Spirou / Robbedoes. Het ging om de avonturen van Eric, een blonde avonturier, die met zijn vaste vrienden, het Indiase jongetje Sheba en de opvliegende roodharige Larsen, onrecht bestrijdt. Deze reeks liep tot 1952. Het laatste avontuur De stille planeet, over een maanreis, leverde echter problemen op met de strenge Franse censuur. Vanwege deze problemen stopte Sirius met De blauwe Sperwer. In 1973 maakte Sirius echter een comeback met deze reeks in Spirou / Robbedoes met een modernere versie van De blauwe Sperwer, op scenario van Jean-Marie Brouyère. Eric en Larsen droegen hierin lange haren en ook vrouwen kregen een belangrijkere rol. Maar de herneming sloeg niet aan en Sirius stopte in 1977.

## De Timoers
In 1954 creëerde Sirius, De Timoers, Beelden uit de wereldgeschiedenis, de saga van de familie Timoer doorheen de geschiedenis. Inspiratie was het werk van romancier Xavier Snoeck, Les grands combats de Cor, waarvoor Sirius indertijd de illustraties had geleverd. Deze reeks liep tot 1969 en tijdens deze periode tekende Sirius 23 lange avonturen van 44 pagina's.

## Ander werk
Sirius tekende talrijke illustraties voor het weekblad Le Moustique, en tekende ook verschillende andere strips: Les mémoirs de Célestin Virgule, Simon de Danser (scenario Daniël Jansens) of Pemberton. Onder anderen Magda en Chris Lamquet werkten een tijd in zijn studio.
- Bibliothèque nationale de France: cb11924939r (data)
- Gemeinsame Normdatei: 128727349
- International Standard Name Identifier: 0000 0001 2027 8809
- Nederlandse Thesaurus van Auteursnamen: 068863918
- Istituto Centrale per il Catalogo Unico: LIGV006914
- Système universitaire de documentation: 158324242
- Virtual International Authority File: 68935959
- WorldCat: E39PBJtmpJbPRQGQH4kVr7TT73